# ミールザー・バーブル
ミールザー・バーブル（Mirza Babur, 1796年 - 1835年2月13日）は、北インド、ムガル帝国の第16代皇帝アクバル2世の7男。同国第17代皇帝バハードゥル・シャー2世の弟でもある。

## 生涯
1796年、ムガル帝国の皇帝アクバル2世とその妃ラヒームンニサー・ベーグム（ムムターズ・マハル）との間に生まれた。
1835年2月13日、デリーで死亡し、兄のミールザー・ジャハーンギール・バフトと同じようにニザームッディーン・ダルガーに埋葬された。